# Poddradio

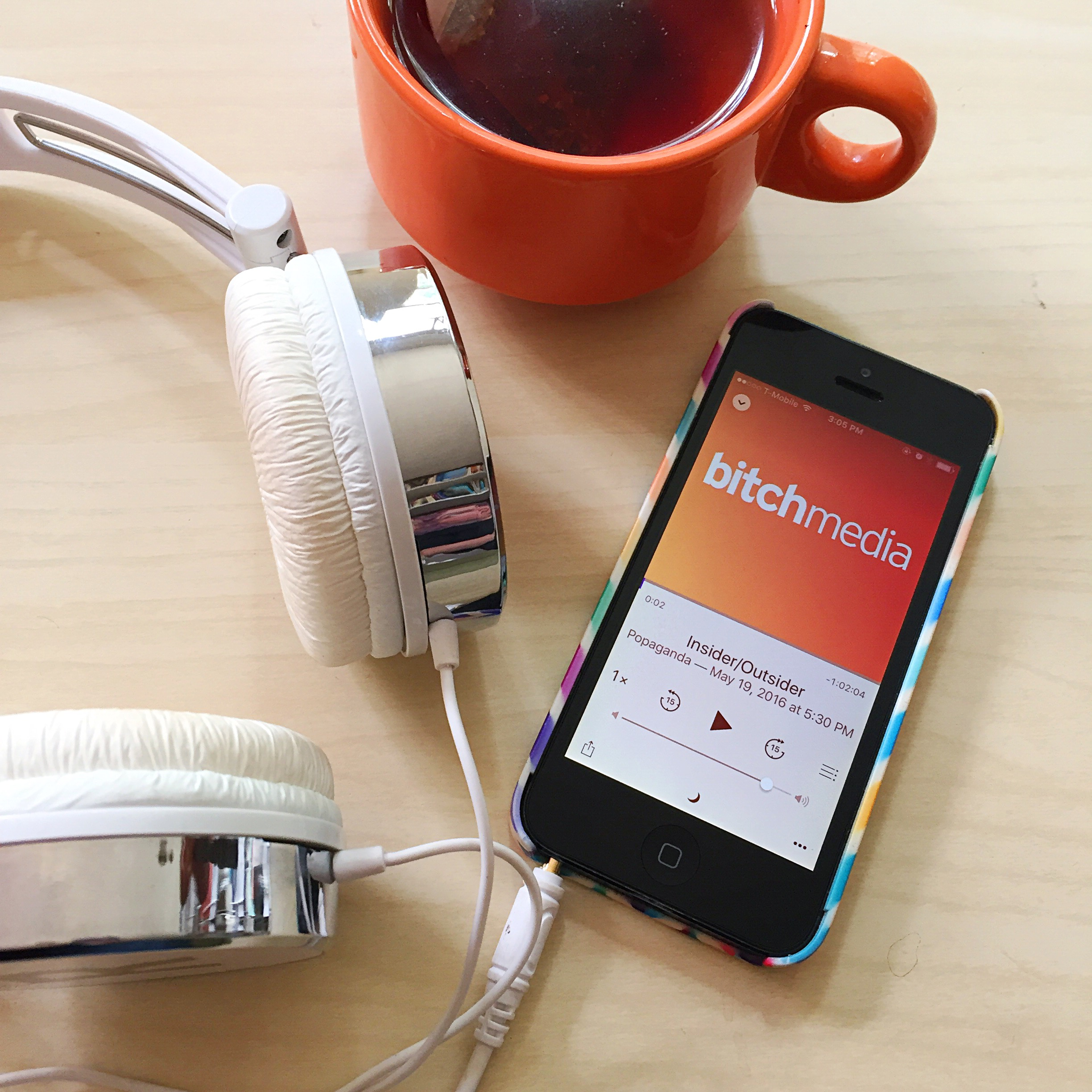
En poddspelare i en telefon med hörlurar.

Poddradio, poddsändning eller podcast (engelska: podcast eller podcasting) är en metod att publicera (och för lyssnaren att prenumerera på) ljudfiler via internet. Den försvenskade kortformen podd (från engelskans pod) förekommer också, men kan även avse en bärbar apparat för uppspelning av ljudfiler från internet.

## Benämning
"Podcast" är en sammanslagning av pod (ordagrant "frökapsel", men syftande på mediaspelaren Ipod) och "broadcast" (motsvaras av svenska termen rundradiosändning, ett ord som kan avse såväl en aktivitet som budskapet i det utsända.) 
Det engelska uttrycket "podcast" används även i svenskan. "Poddradio", som bland annat används av Sveriges Radio och av kommunikationsbyrån Daytona som administrerade Svenska podcastpriset, är också etablerat. "Poddsändning"" förekommer bland annat som synonym  i IDG:s ordlista.
Podcast, poddradio och podd finns med som uppslagsord i Svenska Akademiens ordlista (SAOL). Orden bör enligt ordlistan böjas som en podcast / flera podcaster (SAOL avråder från pluralformen podcasts) och en podd / flera poddar. Poddradio används som ordet radio.

### Debatt
Kopplingen mellan ordet "podcast" och Apples Ipod har länge varit omdebatterat bland poddsändare. Termen har upplevts som begränsande eftersom den antyder att filerna inte skulle gå att spela på andra mediaspelare. Leo Laporte drev tidigt en informell kampanj för att ersätta ordet med "netcast". Trots den genomslagskraft Laporte och hans nätverk har (sändningar från TWiT.tv inleds med frasen "Netcast you love from people you trust") fick den föreslagna termen aldrig något fäste. Microsoft införde stöd för "podcasts" i mediaspelaren Zune.

## Definition
Poddsändningar skiljer sig från andra sätt att tillhandahålla ljudfiler genom att RSS-flöden används för ändamålet. Därmed laddas filerna ner automatiskt när ett nytt avsnitt publiceras. Poddsändningar beskrivs ibland som beröringspunkten mellan bloggande och vanlig radio.
Bland traditionella radiostationer och andra massmedier – både reklamfinansierad och public service – har det väckts ett intresse för poddsändningar eftersom det erbjuder time shifting. Till exempel började Sveriges Radio under våren 2005 med poddradioversioner av några av sina program (vilket senare har utökats), och brittiska BBC vad också tidiga.
Med hjälp av särskild programvara (en så kallad poddradioklient), som fungerar som en nyhetsaggregator, kontrolleras prenumerationerna på regelbunden basis och nya publicerade ljudfiler laddas ned automatiskt. När så skett kan man flytta över filerna, eller låta klienten göra det automatiskt, till sin bärbara musikspelare eller liknande. Det är här "pod"-delen kommer då Ipod var den populäraste mp3-spelare vid begreppets lansering. Poddsändningar kan man ta emot med många bärbara musikspelare eller i en dator med installerad programvara för uppspelning av ljudfiler. Det vanligaste filformatet som används för poddsändningar är det komprimerade ljudformatet mp3.
Som ett komplement till Itunes har Apple även skapat ett poddradio-register i anslutning till Itunes Store. Vem som helst får dock lägga in en poddsändning i registret och många poddsändningar är gjorda av oberoende producenter. Den första Itunes-versionen som hade stöd för poddsändningar var version 4.9.

## Historia

### Bakgrund
År 2003 producerade några programutvecklare på Apple ett skript som gjorde att Itunes kunde hämta hem ljudfiler ifrån bloggar. Målet var att man sedan skulle ha möjligheten att använda Itunes för att kunna synka dessa ljudfiler till sin mobil eller Ipod. Detta bidrog till att intresset för poddradio började öka.
Att poddsändningar fått större genomslag och popularitet har också underlättat distributionen av ljudinspelningar via Internet.

### Genombrott
Poddsändning blev snabbt populärt 2004. Att peka ut en upphovsman är problematiskt, då tekniken i sig är gammal och många använt sig av tekniken innan namnet fanns. Att publicera ljudfiler på bloggar, så kallat audiobloggande, förekom tidigt, men även om många audiobloggar använde sig av RSS existerade kombinationen inte som ett koncept. Termen "Podcast" kan möjligtvis ha lanserats i en artikel av Ben Hammersley i The Guardian 12 februari 2004.
I Sverige var det först under 2006 som mediet fick sitt riktiga genombrott. Detta märktes bland annat genom uppmärksamhet från andra medier och en ökad etablering av nya poddsändningar.

## Jämförelser

### Fördelar med poddradio[enligt vem?]
Den stora fördelen med poddsändningar jämfört med andra ljudmedier är det som på engelska kallas för time shifting; det innebär i princip att man kan lyssna var och när man vill. Man är alltså inte längre beroende av att lyssna vid ett visst klockslag för att ta del av ett program. Inte heller är man beroende av att vara på en viss plats (till exempel vid en radio), utan man kan med hjälp av till exempel en bärbar mp3-spelare ta med sig ljudet överallt.
Ur ett producentperspektiv är en av de stora fördelarna att det i stort sett är gratis att producera poddsändningar. Det som krävs är en dator med internetuppkoppling, ett inspelningsprogram och en mikrofon. Även hyrda server-lösningar och bandbredd är inte längre ett problem.

### Nackdelar med poddradio[enligt vem?]
Då poddsändningar snabbt ökat i popularitet händer det att reklam och sponsring förekommer, även bland hobbysändare. 
Ideell poddradio riskerar att förlora lyssnare till de större kommersiella aktörerna. 

## Olika sorters poddradio
På gräsrotsnivå finns ljudbloggarna där privatpersoner exempelvis sänder analyser för en publik med liknande åsikter eller sammanfattar vardagen likt en dagbok eller traditionell blogg. Vidare finns det tematiska poddsändningar som behandlar ett väl avgränsat ämnesområde. Många av dessa bedriver nyhetsbevakning och -sammanfattning, men det mesta utrymmet brukar nyttjas till kommenterande och diskuterande. Det är få intressesfärer som inte är representerade. Särskilt vanliga är teknikrelaterad sändningar. Vidare finns det poddsändningar med pedagogisk eller upplysande funktion. En sådan genre är soundseeing där en geografisk plats eller till exempel ett museum presenteras av någon som fysiskt befinner sig på platsen när sändningen spelas in.
Många poddar handlar om speciella ämnen som skaparna är intresserade av och vill dela med sig av, som till exempel filmer, böcker och historia. 
Många traditionella radiostationer erbjuder delar av sitt utbud och/eller arkiv som poddsändningar. Ofta är programmen omklippta så att inget upphovsrättsskyddat material ska ingå. Även spelare från andra medier – som tidningar, tv-stationer, kommersiella webbplatser med mera – erbjuder sändningar baserade på deras huvudsakliga verksamhet.
En grupp av poddsändningar kommer från företag, ofta starka inom andra medier än radio. Dessa poddsändningar är ofta utformade som förhandslyssningar eller direktreklam för företagens varumärken. De senaste åren har även poddar börjat användas som innehållsmarknadsföring där innehållet i sig inte är reklam, men där det angränsar till företagets verksamhetsområde eller på annat sätt går att koppla till företaget. Exempel på det är Norwegians "Framgångsresor", Doros "Vem vill vara junior?", Skånetrafikens "Sätet Bredvid" och Ikeas "Podologen".
Man skiljer också på originalmaterial (engelska: original content) och övrigt material (engelska: non-original content). Originalmaterial syftar på program och kanaler som skapas särskilt för poddradiomediet, medan den senare kategorin är till exempel Sveriges Radios podradiokanaler, där de lägger ut tidigare sänt radiomaterial i poddradioformat.

## Poddradio i Sverige

### Mätningar

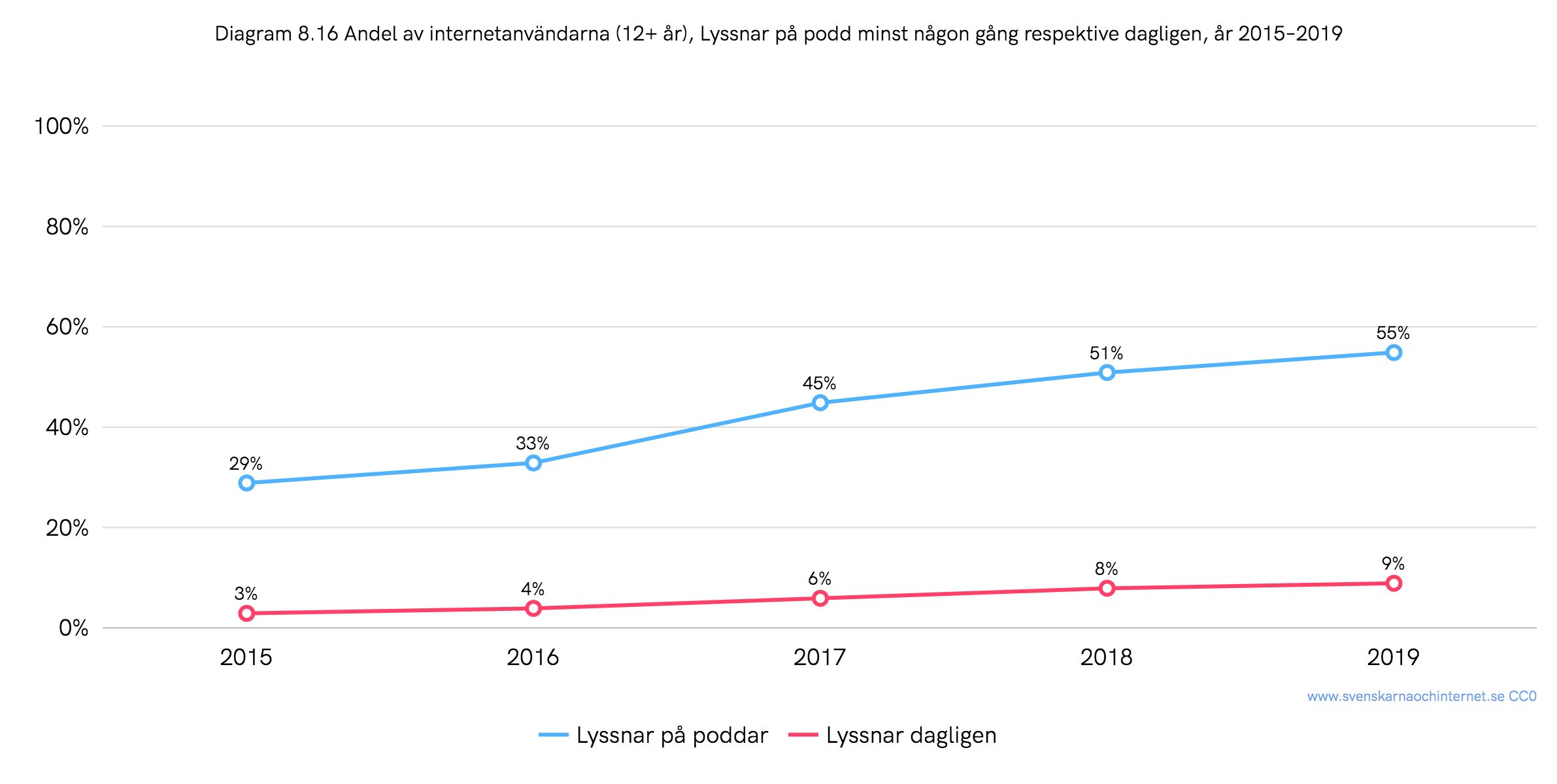
Andel av de svenska internetanvändarna (12+ år) som lyssnar på podd minst någon gång respektive dagligen, år 2015–2019.

Räckvidd mäts i Sverige på flera olika sätt. Sveriges Radio mäter med ett verktyg, Perfect Day Media med ett annat och Acast med ett tredje vilket gör jämförelser svåra och godtyckliga.
En undersökning av Internetstiftelsen visade att mellan 2015 och 2020 mer än fördubblades lyssnandet på poddradio i Sverige. År 2021 hade 42 procent av alla svenska internetanvändare lyssnat på poddar under det senaste året och 11 procent lyssnade varje dag. Detta är att jämföra med 2015 då 3 procent lyssnade dagligen. Flitigast poddlyssnare år 2019 var de i åldersgruppen mellan 16 och 35 år.
I en undersökning av Orvesto 2016 där 14 poddar listades var P3 Dokumentär den mest lyssnade podden med nästan 800 000 lyssnare varje månad. Både Värvet och Alex & Sigges podcast har omkring 200 000 lyssnare varje månad. Den största posten på listan var "Övriga poddar" med 832 000 lyssnare.

### Svenska podcastpriset
Mellan åren 2006–2016 anordnades Svenska podcastpriset, där utmärkelser årligen delades ut till Sveriges bästa podkanaler. Vinnarna utsågs av lyssnarna genom en omröstning som administrerades av kommunikationsbyrån Daytona. 2014 vann Alex & Sigges podcast för tredje året i rad "Sveriges bästa podcast" och Tack För Kaffet Podcast vann "Bästa humor".

## Program för lyssning
- Itunes
- Juice
- Winamp
- Acast
- Spotify